# Cecchiniola
Cecchiniola là một chi bọ cánh cứng trong họ Chrysomelidae.
Chi này được Jacobson miêu tả khoa học năm 1908.

## Các loài
Chi này gồm các loài:
- Cecchiniola platyscelidina Jacobson, 1898